# Stenstorp
Stenstorp – miejscowość (tätort) w Szwecji, w regionie administracyjnym (län) Västra Götaland, w gminie Falköping.
Według danych Szwedzkiego Urzędu Statystycznego liczba ludności wyniosła: 1823 (31 grudnia 2015), 1776 (31 grudnia 2018) i 1785 (31 grudnia 2019).